# Dibrivka, Monastîrîșce
Dibrivka (în ucraineană Дібрівка) este o comună în raionul Monastîrîșce, regiunea Cerkasî, Ucraina, formată numai din satul de reședință.

## Demografie
Componența lingvistică a comunei Dibrivka
     Ucraineană (94,58%)
     Rusă (3,33%)
     Română (1,67%)
Conform recensământului din 2001, majoritatea populației comunei Dibrivka era vorbitoare de ucraineană (94,58%), existând în minoritate și vorbitori de rusă (3,33%) și română (1,67%).